# 日本高等教育評価機構
公益財団法人日本高等教育評価機構（こうえきざいだんほうじん にほんこうとうきょういくひょうかきこう、Japan Institution for Higher Education Evaluation; 略称：JIHEE）は、日本の大学等の機関別認証評価を実施する第三者評価機関。

## 任務と構成
文部科学大臣認証の認証評価機関として、おもに大学等高等教育機関の機関別認証評価（アクレディテーション）を公正に行う。各教育機関の優良点・問題点・改善点等を洗い出し、大学改革を自立的に促進させる。認証評価結果により、大学の質を保証する。理事会、大学評価判定委員会、事務局等からなる。会員校は2021年3月末現在375大学である。

## 沿革
2004年11月25日に、私立大学に対する第三者認証評価機関として発足した。2005年7月12日に、文部科学大臣より大学認証評価機関として認証された。
- 2000年 日本私立大学協会附置私学高等教育研究所を設立
- 2004年 財団法人日本高等教育評価機構を設立
- 2005年 大学認証評価機関として、文部科学大臣より認証される
- 2009年 短期大学認証評価機関として、文部科学大臣より認証される
- 2010年 ファッション・ビジネス系専門職大学院認証評価機関として、文部科学大臣より認証される
- 2012年 公益財団法人日本高等教育評価機構へ移行[5]